# Annies Männer
Annies Männer ist eine US-amerikanische Filmkomödie von Ron Shelton aus dem Jahr 1988. Die Hauptrollen spielten Kevin Costner, Susan Sarandon und Tim Robbins.

## Handlung
Crash Davis war einst ein erfolgreicher Baseballspieler. Er wird für die Mannschaft Durham Bulls engagiert, wo er vor allem den talentierten Ebby Calvin LaLoosh als Catcher trainieren soll.
Die in der Kleinstadt lebende Annie Savoy wählt jedes Jahr einen Spieler der Mannschaft, um mit ihm eine Liebesbeziehung zu beginnen. Sie verabredet sich mit LaLoosh, den sie zu sich nach Hause einlädt. Sie fesselt LaLoosh ans Bett und liest ihm aus einem Buch vor. Das ist der Auftakt einer Beziehung zwischen den beiden, obwohl sich Savoy in Wirklichkeit für Davis interessiert. Dieser zeigt ihredoch die kalte Schulter.
Nachdem LaLoosh den Aufstieg in die Oberliga, die Major League, geschafft hat, wird Davis als Spieler entlassen. Er sucht in dieser Situation Unterstützung bei Savoy, woraufhin beide zusammen im Bett landen. Am folgenden Morgen ist Davis verschwunden, weil er sich einen neuen Job als Catcher suchen will. Am Ende der Saison taucht Davis wieder bei Savoy auf, erzählt, dass er Manager werden will, und deutet an, dass er mit ihr zusammenbleiben will.
In einer der letzten Szenen sieht man LaLoosh, der interviewt wird. Er wiederholt dabei wörtlich Sätze, die er früher von Davis hörte.

## Kritiken
Roger Ebert verglich den Film in der Chicago Sun-Times vom 15. Juni 1988 mit dem Film Wall Street, in dem sich ständig jemand um das Herz eines anderen Menschen bemühe. Der Film sei als ein Film über die Liebe „komplett unrealistisch“, erzähle aber viel über das Baseball-Spiel. Die Regie verglich Ebert mit der Regie der Filme von Robert Altman.
Das Lexikon des internationalen Films meinte: „Eine unentschieden zwischen Komödie und Melodram schwankende Nichtigkeit mit sexistischer Grundhaltung, die ohne Kenntnis der Baseballregeln gänzlich langweilt.“

## Auszeichnungen
Ron Shelton erhielt 1989 eine Oscar-Nominierung für das Drehbuch.
Susan Sarandon und das Lied When a Woman Loves a Man wurden 1989 für den Golden Globe Award nominiert.
Susan Sarandon und die Komödie als Bester Film gewannen 1989 den Boston Society of Film Critics Award.
Ron Shelton gewann 1988 den New York Film Critics Circle Award und den Los Angeles Film Critics Association Award; 1989 den Writers Guild of America Award und den National Society of Film Critics Award.
Michael Convertino gewann 1989 den BMI Film Music Award.

## Hintergründe
Die Dreharbeiten fanden vom Oktober 1987 bis zum November 1987 statt. Die Produktion des Films kostete etwa 7 Millionen US-Dollar; er spielte in den Kinos der USA etwa 50,9 Millionen US-Dollar ein.